# Eurovision Song Contest 1992
Il trentasettesimo Concorso Eurovisione della Canzone si tenne a Malmö (Svezia) il 9 maggio 1992.

## Storia
Con il ritorno dei Paesi Bassi il numero di partecipanti del concorso del 1992 aumentò a ventitré. È l'ultimo anno in cui la Jugoslavia ha partecipato alla manifestazione. Le cartoline di presentazione dei cantanti cambiarono ancora: ogni cantante partecipante mostrava le più popolari bellezze dei Paesi in gara.
La scenografia rappresentava un grande vascello vichingo con un drago fumante. La vincitrice del “Gran Premio dell'Eurovisione” di quell'anno fu Linda Martin con il brano Why me?, per l'Irlanda; l'autore del brano fu Johnny Logan che, come solista, vinse il concorso nel 1980 con What's another year e nel 1987 Hold me now come interprete. Mia Martini torna a rappresentare l'Italia: Rapsodia è il brano con il quale si classifica al quarto posto.

## Stati partecipanti

Stati partecipanti
Paesi che hanno partecipato in passato ma non nel 1992

Stati partecipanti
     Paesi che hanno partecipato in passato ma non nel 1992
| Stato                  | Artista                      | Brano                     | Lingua                         | Processo di selezione                                                                 |
| ---------------------- | ---------------------------- | ------------------------- | ------------------------------ | ------------------------------------------------------------------------------------- |
| Austria                | Tony Wegas                   | Zusammen geh'n            | Tedesco                        | Interno                                                                               |
| Belgio                 | Morgane                      | Nous, on veut des violons | Francese                       | Finale nationale Concours, 8 marzo 1992                                               |
| Cipro                  | Evridiki                     | Teriazoume                | Greco                          | Finale nazionale, 13 marzo 1992                                                       |
| Danimarca              | Lotte Nilsson & Kenny Lübcke | Alt det som ingen ser     | Danese                         | Dansk Melodi Grand Prix 1992, 29 febbraio 1992                                        |
| Finlandia              | Pave Maijanen                | Yamma, yamma              | Finlandese                     | Euroviisukarsinta 1992, 29 febbraio 1992                                              |
| Francia                | Kali                         | Monté la riviè            | Francese, Creolo delle Antille | Interno                                                                               |
| Germania               | Wind                         | Träume sind für alle da   | Tedesco                        | Ein Lied für Malmö, 30 marzo 1992                                                     |
| Grecia                 | Cleopatra                    | Olou Tou Kosmou I Elpida  | Greco                          | Interno                                                                               |
| Irlanda                | Linda Martin                 | Why Me?                   | Inglese                        | Eurosong 1992, 29 marzo 1992                                                          |
| Islanda                | Heart 2 Heart                | Nei eða já                | Islandese                      | Söngvakeppni Sjónvarpsins 1992, 22 febbraio 1992                                      |
| Israele                | Dafna Dekel                  | Ze Rak Sport              | Ebraico                        | Kdam Eurovision 1992, 28 marzo 1992                                                   |
| Italia                 | Mia Martini                  | Rapsodia                  | Italiano                       | Festival di Sanremo 1992 per l'artista, 29 febbraio 1992; scelta interna per il brano |
| Jugoslavia             | Extra Nena                   | Ljubim te pesmama         | Serbo                          | Jugovizija 1992, 28 marzo 1992                                                        |
| Lussemburgo            | Marion Welter & Kontinent    | Sou fräi                  | Lussemburghese                 | Interno per l'artista; finale nazionale per il brano, 15 marzo 1992                   |
| Malta                  | Mary Spiteri                 | Little Child              | Inglese                        | Malta Song for Europe 1992, 14 marzo 1992                                             |
| Norvegia               | Merethe Trøan                | Visjoner                  | Norvegese                      | Melodi Grand Prix 1992, 21 marzo 1992                                                 |
| Paesi Bassi            | Humphrey Campbell            | Wijs me de weg            | Olandese                       | Nationaal Songfestival 1992, 29 marzo 1992                                            |
| Portogallo             | Dina                         | Amor d'água fresca        | Portoghese                     | Festival da Canção 1992, 7 marzo 1992                                                 |
| Regno Unito            | Michael Ball                 | One Step Out of Time      | Inglese                        | Interno per l'artista; A Song For Europe 1992 per il brano, 3 aprile 1992             |
| Spagna                 | Serafín Zubiri               | Todo esto es la música    | Spagnolo                       | Interno                                                                               |
| Svezia (organizzatore) | Christer Björkman            | I morgon är en annan dag  | Svedese                        | Melodifestivalen 1992, 14 marzo 1992                                                  |
| Svizzera               | Daisy Auvray                 | Mister Music Man          | Francese                       | Concours Eurovision 1992, 23 febbraio 1992                                            |
| Turchia                | Aylin Vatankoş               | Yaz Bitti                 | Turco                          | 16. Eurovision Şarkı Yarışması Türkiye Finali, 21 marzo 1992                          |

### Artisti ritornanti
- Linda Martin (Irlanda 1984)
- Mia Martini (Italia 1977)
- Wind (Germania 1985, Germania 1987)

## Struttura di voto
Ogni Paese premia con dodici, dieci, otto e dal sette all'uno punti le proprie dieci canzoni preferite.

## Orchestra
Diretta dai maestri: Paul Abela (Malta), Olli Ahvenlahti (Finlandia), Haris Andreadis (Grecia), Anders Berglund (Svezia e Jugoslavia), Norbert Daum (Germania), Marco Falagiani (Italia), Frank Fievez (Belgio), Ronnie Hazlehurst (Regno Unito), Noel Kelehan (Irlanda), Henrik Krogsgård (Danimarca), Leon Ives (Austria), Christian Jacob (Lussemburgo), Javier Losada (Spagna), Rolf Løvland (Norvegia), Carlos Alberto Moniz (Portogallo), Magdi Vasco Noverraz (Francia), Kobi Oshrat (Israele), Aydin Özari (Turchia), Roby Seidel (Svizzera), George Theophanous (Cipro), Harry van Hoof (Paesi Bassi) e Nigel Wright (Islanda).

## Classifica
| N° | Stato       | Cantante                     | Canzone                   | Punti | Posizione |
| -- | ----------- | ---------------------------- | ------------------------- | ----- | --------- |
| 01 | Spagna      | Serafín                      | Todo esto es la música    | 37    | 14        |
| 02 | Belgio      | Morgane                      | Nous, on veut des violons | 11    | 20        |
| 03 | Israele     | Dafna                        | Ze rak sport              | 85    | 6         |
| 04 | Turchia     | Aylin Vatankoş               | Yaz bitti                 | 17    | 19        |
| 05 | Grecia      | Kleopatra                    | Olou tou kosmou i elpida  | 94    | 5         |
| 06 | Francia     | Kali                         | Monté la riviè            | 73    | 8         |
| 07 | Svezia      | Christer Björkman            | I morgon är en annan dag  | 9     | 22        |
| 08 | Portogallo  | Dina                         | Amor d'água fresca        | 26    | 17        |
| 09 | Cipro       | Evridiki                     | Teriazoume                | 57    | 11        |
| 10 | Malta       | Mary Spiteri                 | Little Child              | 123   | 3         |
| 11 | Islanda     | Heart 2 Heart                | Nei eða já                | 80    | 7         |
| 12 | Finlandia   | Pave                         | Yamma-Yamma               | 4     | 23        |
| 13 | Svizzera    | Daisy Auvray                 | Mister Music Man          | 32    | 15        |
| 14 | Lussemburgo | Marion Welter & Kontinent    | Sou fräi                  | 10    | 21        |
| 15 | Austria     | Tony Wegas                   | Zusammen geh'n            | 63    | 10        |
| 16 | Regno Unito | Michael Ball                 | One Step Out of Time      | 139   | 2         |
| 17 | Irlanda     | Linda Martin                 | Why Me?                   | 155   | 1         |
| 18 | Danimarca   | Lotte Nilsson & Kenny Lübcke | Alt det som ingen ser     | 47    | 12        |
| 19 | Italia      | Mia Martini                  | Rapsodia                  | 111   | 4         |
| 20 | Jugoslavia  | Extra Nena                   | Ljubim te pesmama         | 44    | 13        |
| 21 | Norvegia    | Merethe Trøan                | Visjoner                  | 23    | 18        |
| 22 | Germania    | Wind                         | Träume sind für alle da   | 27    | 16        |
| 23 | Paesi Bassi | Humphrey Campbell            | Wijs me de weg            | 67    | 9         |

12 punti
| N. | A           | Da                                        |
| -- | ----------- | ----------------------------------------- |
| 4  | Malta       | Lussemburgo, Portogallo, Spagna, Svezia   |
| 4  | Italia      | Finlandia, Francia, Norvegia, Paesi Bassi |
| 4  | Regno Unito | Austria, Belgio, Danimarca, Germania      |
| 3  | Irlanda     | Grecia, Malta, Turchia                    |
| 2  | Francia     | Israele, Svizzera                         |
| 2  | Grecia      | Cipro, Italia                             |
| 1  | Austria     | Irlanda                                   |
| 1  | Islanda     | Regno Unito                               |
| 1  | Israele     | Jugoslavia                                |
| 1  | Svizzera    | Islanda                                   |